# Joanna Hayes
Joanna Dove Hayes (ur. 23 grudnia 1976 w Williamsport, w stanie Pensylwania) – amerykańska lekkoatletka, płotkarka. Mistrzyni olimpijska z Aten (2004), medalistka igrzysk panamerykańskich i uniwersjady, trzykrotna uczestniczka mistrzostw świata.

## Przebieg kariery
W 1995 roku sięgnęła po złoty medal mistrzostw panamerykańskich juniorów w biegu na 100 m ppł. Kolejny medal międzynarodowej imprezy lekkoatletycznej wywalczyła cztery lata później, wówczas została wicemistrzynią uniwersjady w biegu na 400 m ppł. W tejże konkurencji zdobyła złoty medal rozgrywanych w Santo Domingo igrzysk panamerykańskich. W 2004 roku wzięła udział w halowym światowym czempionacie, w ramach którego zajęła 4. miejsce w finale konkursu biegu na 60 m ppł.
Na rozgrywanych w Atenach igrzyskach olimpijskich osiągnęła największy sukces w karierze, zdobyła ona złoty medal, w samym finale zmagań uzyskała czas 12,37 i tym samym ustanowiła nowy rekord olimpijski w tej konkurencji. Wcześniej uzyskała najlepsze czasy w fazie eliminacyjnej, jak również półfinałowej (zarówno w swej grupie, jak i w gronie wszystkich płotkarek).
W dalszych latach kariery na arenie międzynarodowej pokazywała się głównie podczas Światowego Finału IAAF, podczas tej rangi zmagań rozgrywanych w 2004 roku zajęła 1. miejsce. Brała udział w światowym czempionacie w Helsinkach, w trakcie których awansowała do finału konkursu biegu na 100 m ppł, jednak została zdyskwalifikowana w tej fazie zmagań (w finale potknęła się o ostatni płotek). Po raz ostatni w zawodach lekkoatletycznych wystąpiła w czerwcu 2012 roku podczas mistrzostw kraju, w ramach których odpadła w półfinale biegu na 100 m ppł.

## Osiągnięcia
| Rok     | Zawody                               | Miasto            | Miejsce | Konkurencja       | Wynik |
| ------- | ------------------------------------ | ----------------- | ------- | ----------------- | ----- |
| 1995    | Mistrzostwa panamerykańskie juniorów | Santiago          | złoto   | bieg na 100 m ppł | 13,69 |
| 1999    | Uniwersjada                          | Palma de Mallorca | srebro  | bieg na 400 m ppł | 54,57 |
| 1999    | Igrzyska panamerykańskie             | Winnipeg          | 5.      | bieg na 400 m ppł | 55,90 |
| 1999    | Mistrzostwa świata                   | Sewilla           | 4. H    | bieg na 400 m ppł | 55,38 |
| 2003    | Igrzyska panamerykańskie             | Santo Domingo     | złoto   | bieg na 400 m ppł | 54,77 |
| 2003    | Mistrzostwa świata                   | Paryż             | 6. SF   | bieg na 400 m ppł | 55,35 |
| 2004    | Halowe mistrzostwa świata            | Budapeszt         | 4.      | bieg na 60 m ppł  | 7,86  |
| 2004    | Igrzyska olimpijskie                 | Ateny             | złoto   | bieg na 100 m ppł | 12,37 |
| 2004    | Światowy Finał IAAF                  | Monako            | złoto   | bieg na 100 m ppł | 12,58 |
| 2005    | Mistrzostwa świata                   | Helsinki          | DSQ     | bieg na 100 m ppł | N/A   |
| 2005    | Światowy Finał IAAF                  | Monako            | 6.      | bieg na 100 m ppł | 12,78 |
| 2008    | Światowy Finał IAAF                  | Stuttgart         | 7.      | bieg na 100 m ppł | 13,06 |
| Źródło: |                                      |                   |         |                   |       |

## Rekordy życiowe
- bieg na 100 m ppł – 12,37 (24 sierpnia 2004, Ateny)
- bieg na 400 m ppł – 54,57 (10 lipca 1999, Palma de Mallorca)

Halowe
- bieg na 60 m ppł – 7,83 (7 marca 2004, Budapeszt)

Źródło: 